# 池浦敏秋
池浦 敏秋（いけうら としあき、1958年9月10日 - ）は、新潟県三島郡和島村出身の元自転車競技選手。

## 経歴
和島村立北辰中学校、新潟県立吉田商業高等学校（現吉田高等学校）、法政大学卒業。
全国高校総合体育大会（インターハイ）、全日本学生選手権、全日本大学対抗選手権（インカレ）、国民体育大会（国体）で軒並み優勝。
香港国際競技大会、アジア競技大会で優勝するなど国際大会でも活躍。
こうした実績から、世界選手権自転車競技大会の日本代表に選出。
1978年に西ドイツのミュンヘンで開催された世界選手権の自転車競技トラックレースに出場。岡堀勉、斉藤邦夫、添田広福とともに日本代表の団体追い抜きチームを構成。このチームは当時、日本の自転車競技史上「最強」と呼ばれていた。
1980年のモスクワオリンピックの自転車競技日本代表に内定。しかし、東西冷戦、ソ連のアフガニスタン進攻への抗議による日本のボイコットにより、競技への参加は叶わず、幻のオリンピアンとなった。